# 金布德兴
金布德兴是德国莱茵兰-普法尔茨州的一个市镇。总面积3.21平方公里，总人口510人，其中男性259人，女性251人（2011年12月31日），人口密度159人/平方公里。